# Morti il 5 giugno
| Questa pagina contiene informazioni ricavate automaticamente dalle voci biografiche con l'ausilio del template Bio e di un bot. L'aggiornamento è periodico e automatico e ricostruisce completamente la pagina. Se manca una persona in questa lista, sei pregato di non aggiungerla, ma accertati piuttosto che la sua voce biografica contenga il template Bio e che i dati anagrafici siano correttamente compilati. Se il template Bio manca, inseriscilo tu stesso o, in alternativa, metti l'avviso {{tmp\|Bio}} che ne segnala la mancanza. Se i dati riportati sono sbagliati, correggi direttamente la voce biografica; le modifiche saranno visibili in questa lista entro pochi giorni. Per chiarimenti vedi il progetto biografie. La lista contiene solo le 472 persone che sono citate nell'enciclopedia e per le quali è stato implementato correttamente il template Bio. Pagina aggiornata al 17 ago 2025. |

## III secolo(1)
- 298 - Severa di Pyrgi, santa romana

## VI secolo(2)
- 535 - Epifanio di Costantinopoli, vescovo bizantino
- 539 - Eutichio di Como, vescovo romano (n. 482)

## VIII secolo(4)
- 708 - Giacobbe di Edessa, scrittore e arcivescovo cristiano orientale siro
- 754 - Adelario di Erfurt, vescovo e santo tedesco
- 754 - Bonifacio, vescovo e monaco cristiano anglosassone
- 754 - Eobano di Utrecht, vescovo, missionario e santo tedesco

## IX secolo(1)
- 879 - Ya'qub ibn al-Layth al-Saffar, persiano (n. 840)

## X secolo(1)
- 977 - Teodorico I di Treviri, arcivescovo tedesco

## XI secolo(6)
- 1002 - Podio, vescovo italiano
- 1013 - Al-Baqillani, teologo e giurista arabo (n. 950)
- 1017 - Sanjō, imperatore giapponese (n. 976)
- 1036 - Meinwerk, vescovo cattolico tedesco
- 1036 - Ottone di Hammerstein, nobile tedesco
- 1096 - Roberto I di Loritello, condottiero normanno

## XII secolo(2)
- 1118 - Robert de Beaumont, I conte di Leicester, nobile inglese
- 1148 - Oberto, vescovo cattolico italiano

## XIII secolo(7)
- 1214 - Imagina di Loon, nobile tedesca (n. 1133)
- 1226 - Enrico Borwin II di Meclemburgo, principe tedesco
- 1239 - Ladislao Odonic, nobile polacco
- 1243 - Costanza d'Austria, nobildonna tedesca (n. 1212)
- 1249 - Ugo X di Lusignano, conte
- 1288 - Enrico VI di Lussemburgo, conte
- 1296 - Edmondo Plantageneto, I conte di Lancaster, conte inglese (n. 1245)

## XIV secolo(11)
- 1310 - Amalrico II di Tiro (n. 1272)
- 1316 - Luigi X di Francia, re (n. 1289)
- 1320 - Peter von Aspelt, arcivescovo cattolico e medico lussemburghese
- 1333 - Al-Nuwayri, storico e enciclopedista egiziano (n. 1279)
- 1373 - Luigi I di Neuchâtel, nobile svizzero (n. 1305)
- 1374 - William Whittlesey, arcivescovo cattolico inglese
- 1381 - John Cavendish, politico inglese (n. 1346)
- 1382 - Andrea Contarini, doge
- 1383 - Dmitrij Konstantinovič, russo (n. 1323)
- 1387 - Martino da Signa, religioso italiano
- 1398 - Antoniotto Adorno, doge (n. 1340)

## XV secolo(7)
- 1424 - Braccio da Montone, nobile e condottiero italiano (n. 1368)
- 1434 - Jurij di Zvenigorod, principe russo (n. 1374)
- 1443 - Ferdinando d'Aviz, principe portoghese (n. 1402)
- 1445 - Leonel Power, compositore inglese
- 1448 - Bartolomeo Malatesti, vescovo cattolico italiano
- 1454 - Antonio Trivulzio, condottiero italiano
- 1463 - Stefano Tomašević, sovrano bosniaco

## XVI secolo(9)
- 1514 - Giorgio Neideck, vescovo cattolico austriaco
- 1530 - Mercurino Arborio di Gattinara, politico, umanista e cardinale italiano (n. 1465)
- 1553 - Galeazzo di Tarsia, poeta italiano
- 1556 - Miguel da Silva, nobile e vescovo cattolico portoghese (n. 1480)
- 1567 - Mario Nizolio, umanista e filosofo italiano (n. 1488)
- 1568 - Filippo di Montmorency, ammiraglio olandese
- 1568 - Lamoral di Egmont, nobile e condottiero fiammingo (n. 1522)
- 1581 - Francesco Porto, umanista greco (n. 1511)
- 1588 - Anne Cecil, nobile inglese (n. 1556)

## XVII secolo(19)
- 1608 - Ippolito Andreasi, pittore italiano (n. 1548)
- 1612 - Arima Harunobu, militare giapponese (n. 1567)
- 1615 - Toyotomi Hideyori, militare giapponese (n. 1593)
- 1625 - Orlando Gibbons, compositore e organista inglese (n. 1583)
- 1627 - Jochem Swartenhondt, ammiraglio olandese (n. 1566)
- 1653 - Federico Corner, cardinale e patriarca cattolico italiano (n. 1579)
- 1656 - Francesco Corner, doge (n. 1585)
- 1659 - Sharif ibn Ali, sultano marocchino (n. 1589)
- 1663 - Béatrice de Cusance, duchessa francese (n. 1614)
- 1666 - Maria Felicia Orsini, nobildonna italiana (n. 1599)
- 1667 - Volumnio Bandinelli, cardinale e patriarca cattolico italiano (n. 1598)
- 1667 - Francesco Maria Sforza Pallavicino, cardinale e storico italiano (n. 1607)
- 1670 - Ghiron Francesco Villa, nobile e generale italiano
- 1679 - Francesco Borzone, pittore italiano (n. 1625)
- 1688 - Constantine Phaulkon, avventuriero e politico greco (n. 1647)
- 1690 - Jeremias Süßner, scultore tedesco (n. 1653)
- 1698 - Domenico Minio, vescovo cattolico italiano (n. 1628)
- 1698 - Elizabeth Murray, II contessa di Dysart, nobildonna scozzese (n. 1626)
- 1699 - Antoine Pagi, storico e presbitero francese (n. 1624)

## XVIII secolo(14)
- 1716 - Roger Cotes, matematico inglese (n. 1682)
- 1717 - Giulio Antonio Averoldi, letterato italiano (n. 1651)
- 1722 - Johann Kuhnau, musicista e compositore tedesco (n. 1660)
- 1724 - Henry Sacheverell, presbitero e politico inglese (n. 1675)
- 1740 - Henry Grey, I duca di Kent, nobile e politico inglese (n. 1671)
- 1740 - Thomas Onslow, II barone Onslow, politico inglese (n. 1679)
- 1751 - Corrado Gonzaga di Palazzolo, nobile italiano (n. 1674)
- 1752 - Carlo Ludovico Federico di Meclemburgo-Strelitz, nobile tedesco (n. 1708)
- 1757 - Bernardina Cristiana di Sassonia-Weimar, nobile tedesca (n. 1724)
- 1763 - Giuseppe Antonio Arconati Visconti, nobile, diplomatico e mecenate italiano (n. 1698)
- 1781 - Noël Hallé, pittore e incisore francese (n. 1711)
- 1781 - Giovanni Ottavio Manciforte Sperelli, cardinale italiano (n. 1730)
- 1791 - Giuseppe Antonio Ghedini, pittore e architetto italiano (n. 1707)
- 1795 - Angelo Scarabello, orafo e scultore italiano (n. 1712)

## XIX secolo(45)
- 1808 - Christoph Gottfried Bardili, filosofo tedesco (n. 1761)
- 1815 - Louis de La Rochejaquelein, generale francese (n. 1777)
- 1816 - Johann Kollowrat, generale austriaco (n. 1748)
- 1816 - Giovanni Paisiello, compositore italiano (n. 1740)
- 1819 - Johann von Hiller, generale austriaco (n. 1754)
- 1822 - Stephen Kemble, attore teatrale inglese (n. 1758)
- 1826 - Pedro Díaz de Valdés, funzionario e avvocato spagnolo (n. 1761)
- 1826 - Pietro Pezzi, medico e scrittore italiano (n. 1757)
- 1826 - Carl Maria von Weber, compositore, direttore d'orchestra e pianista tedesco (n. 1786)
- 1832 - Kaʻahumanu, regina (n. 1768)
- 1835 - Luigi Fabri, incisore e editore italiano (n. 1778)
- 1838 - Franz Wilhelm Schweigger-Seidel, chimico tedesco (n. 1795)
- 1840 - Lorenzo Tomini, presbitero e educatore italiano (n. 1758)
- 1846 - Francesco Cassi, scrittore italiano (n. 1778)
- 1850 - Louis-Constantin Boisselot, artigiano francese (n. 1809)
- 1852 - Johann Andreas Buchner, farmacologo tedesco (n. 1783)
- 1853 - Henriette Baranius, soprano e attrice tedesca (n. 1760)
- 1854 - Pierre-Jacques-René Denne-Baron, scrittore francese (n. 1780)
- 1855 - Hamengkubuwono V, sovrano indonesiano (n. 1820)
- 1857 - Louis Graves, geologo, botanico e archeologo francese (n. 1791)
- 1861 - Georg Wilhelm Franz Wenderoth, botanico e farmacista tedesco (n. 1774)
- 1865 - John Richardson, naturalista, chirurgo e esploratore scozzese (n. 1787)
- 1866 - John McDouall Stuart, esploratore britannico (n. 1815)
- 1868 - Filiberto Avogadro di Collobiano, politico italiano (n. 1797)
- 1873 - Nicolò Di Carlo, latinista italiano (n. 1810)
- 1873 - Auguste von Harrach, tedesca (n. 1800)
- 1873 - Urbano Rattazzi, politico italiano (n. 1808)
- 1874 - François Désiré Roulin, naturalista, medico e illustratore francese (n. 1796)
- 1876 - Giuseppe Argenti, scultore italiano (n. 1811)
- 1879 - August Krönig, chimico e fisico tedesco (n. 1822)
- 1881 - Antonio Santelmo, patriota italiano (n. 1815)
- 1882 - Wilmer McLean, agricoltore statunitense (n. 1814)
- 1883 - Pietro Cocconi, politico e giornalista italiano (n. 1821)
- 1885 - Julius Benedict, compositore tedesco (n. 1804)
- 1886 - Károly Kalchbrenner, micologo ungherese (n. 1807)
- 1887 - Hans von Marées, pittore tedesco (n. 1837)
- 1891 - Leopold Hasner von Artha, politico, giurista e nobile austriaco (n. 1818)
- 1893 - Louis Delasiauve, psichiatra francese (n. 1804)
- 1893 - Julius Popper, ingegnere, esploratore e avventuriero rumeno (n. 1857)
- 1893 - Mary Ann Shadd Cary, attivista, educatrice e scrittrice statunitense (n. 1823)
- 1893 - Karl Josef von Hefele, vescovo cattolico tedesco (n. 1809)
- 1898 - Gustavo Venturi, botanico e avvocato italiano (n. 1830)
- 1899 - Antonio Luna, generale, farmacista e scienziato filippino (n. 1866)
- 1899 - Carl Trägårdh, pittore svedese (n. 1861)
- 1900 - Stephen Crane, scrittore, giornalista e poeta statunitense (n. 1871)

## XX secolo(221)
- 1901 - Dagny Juel, scrittrice norvegese (n. 1867)
- 1902 - Camillo Aldobrandini, militare e nobile italiano (n. 1816)
- 1905 - Maria Margherita Szewczyk, religiosa polacca (n. 1828)
- 1906 - Eduard von Hartmann, filosofo tedesco (n. 1842)
- 1908 - Jonas Lie, scrittore norvegese (n. 1833)
- 1908 - Josef Franz Wagner, compositore e direttore d'orchestra austriaco (n. 1856)
- 1910 - Alceste Borella, editore e imprenditore italiano (n. 1862)
- 1910 - O. Henry, scrittore statunitense (n. 1862)
- 1912 - Costantino Pittei, matematico e astronomo italiano (n. 1839)
- 1914 - Charles Bingham, IV conte di Lucan, nobile e ufficiale irlandese (n. 1830)
- 1914 - Ludimar Hermann, fisiologo e logico tedesco (n. 1838)
- 1914 - Hubert Heron, calciatore inglese (n. 1852)
- 1914 - Julius Schubring, filologo classico tedesco (n. 1839)
- 1915 - Gaetano Calvi, avvocato, giornalista e politico italiano (n. 1849)
- 1915 - William Hayman Cummings, musicista, tenore e organista inglese (n. 1831)
- 1915 - Henri Gaudier-Brzeska, scultore e pittore francese (n. 1891)
- 1916 - Horatio Herbert Kitchener, I conte Kitchener, generale britannico (n. 1850)
- 1917 - Giovanni Battista Chiocchetti, pittore italiano (n. 1843)
- 1917 - Nino Navarra, poeta, scrittore e oratore italiano (n. 1885)
- 1917 - Karl Emil Schäfer, militare e aviatore tedesco (n. 1891)
- 1919 - Manuel Franco, avvocato, magistrato e politico paraguaiano (n. 1871)
- 1919 - Antoni Rovira i Rabassa, architetto spagnolo (n. 1845)
- 1920 - Rhoda Broughton, scrittrice inglese (n. 1840)
- 1920 - Charles Jensen, ginnasta danese (n. 1885)
- 1921 - Marietta Ambrosi, modella e scrittrice italiana (n. 1852)
- 1921 - Georges Feydeau, drammaturgo francese (n. 1862)
- 1921 - Alexander Kellas, alpinista e fisiologo scozzese (n. 1868)
- 1922 - Federico Gambarelli, tenore e presbitero italiano (n. 1858)
- 1923 - George Hendrik Breitner, pittore e fotografo olandese (n. 1857)
- 1923 - Minnie Devereaux, attrice statunitense (n. 1891)
- 1924 - Qian Nengxun, politico cinese (n. 1869)
- 1925 - Jules Jacot-Guillarmod, alpinista, medico e fotografo svizzero (n. 1868)
- 1925 - Madho Rao Scindia di Gwalior, principe e politico indiano (n. 1876)
- 1926 - Kim Hyong-Jik, attivista coreano (n. 1894)
- 1928 - Vincenzo De Cristo, storico e archeologo italiano (n. 1860)
- 1929 - Cecil Burney, ammiraglio britannico (n. 1858)
- 1930 - Wilhelm Benignus, scrittore tedesco (n. 1861)
- 1930 - Jacques Hermant, architetto francese (n. 1855)
- 1930 - Eric Lemming, giavellottista svedese (n. 1880)
- 1931 - Solon Irving Bailey, astronomo statunitense (n. 1854)
- 1932 - André Boillot, pilota automobilistico francese (n. 1891)
- 1932 - Mario Paniati, calciatore italiano (n. 1907)
- 1934 - Corrado Ricci, archeologo e storico dell'arte italiano (n. 1858)
- 1935 - Alexander von Linsingen, generale tedesco (n. 1850)
- 1935 - James Edward Quibell, egittologo britannico (n. 1867)
- 1936 - Luigi Forino, musicista, violoncellista e compositore italiano (n. 1868)
- 1937 - Aldo Pini, militare italiano (n. 1904)
- 1937 - Guido Presel, militare e aviatore italiano (n. 1913)
- 1938 - Mikuláš Galanda, pittore e illustratore slovacco (n. 1895)
- 1938 - Velia Titta, poetessa e romanziera italiana (n. 1890)
- 1939 - Charles Oliver Bell, calciatore e allenatore di calcio inglese (n. 1894)
- 1939 - Christina Broom, fotografa scozzese (n. 1862)
- 1939 - Aurelio Ricchetti, militare e politico italiano (n. 1876)
- 1939 - Xu Shichang, politico cinese (n. 1855)
- 1940 - Jakob Eckert, calciatore tedesco (n. 1916)
- 1940 - Arthur Southern, ginnasta britannico (n. 1883)
- 1941 - George Bickel, attore statunitense (n. 1863)
- 1941 - Pierluigi Deodato, militare italiano (n. 1899)
- 1942 - Virginia Lee Corbin, attrice statunitense (n. 1910)
- 1942 - Richard Eugene Fleming, militare e aviatore statunitense (n. 1917)
- 1942 - Francesco Manfra, militare italiano (n. 1913)
- 1942 - Tamon Yamaguchi, ammiraglio giapponese (n. 1892)
- 1944 - Luigi Abbiati, politico, antifascista e partigiano italiano (n. 1897)
- 1944 - Józef Beck, politico polacco (n. 1894)
- 1944 - Ugo Forno, partigiano italiano (n. 1932)
- 1944 - Marcel Lefèvre, aviatore e militare francese (n. 1918)
- 1944 - Jean Petit, calciatore belga (n. 1914)
- 1944 - Dezső Wein, ginnasta ungherese (n. 1873)
- 1944 - Riccardo Zandonai, compositore e direttore d'orchestra italiano (n. 1883)
- 1945 - Vladimir Viktorovič Adoratskij, filosofo russo (n. 1878)
- 1945 - Alessandro Ciano, imprenditore e politico italiano (n. 1871)
- 1945 - Werner von Erdmannsdorff, generale tedesco (n. 1891)
- 1945 - Gustav Fehn, generale tedesco (n. 1892)
- 1945 - Pietro Koch, militare e poliziotto italiano (n. 1918)
- 1946 - James Craig Annan, fotografo britannico (n. 1864)
- 1946 - Mayme Kelso, attrice statunitense (n. 1867)
- 1946 - Holger Thiele, astronomo danese (n. 1878)
- 1946 - Aldo Vollono, calciatore italiano (n. 1906)
- 1946 - Maud Watson, tennista britannica (n. 1864)
- 1947 - Gordon Wright, calciatore inglese (n. 1884)
- 1948 - Adolfo Callegari, pittore, storico dell'arte e archeologo italiano (n. 1882)
- 1950 - Miklós Bánffy, scrittore e politico ungherese (n. 1873)
- 1950 - Douglas Gerrard, attore e regista irlandese (n. 1891)
- 1953 - William Farnum, attore statunitense (n. 1876)
- 1953 - Nello Fotticchia, veterinario italiano (n. 1884)
- 1953 - Bill Tilden, tennista statunitense (n. 1893)
- 1953 - Roland Young, attore britannico (n. 1887)
- 1954 - Mario Abbiate, politico, sindacalista e avvocato italiano (n. 1872)
- 1957 - Frances Densmore, etnografa e etnomusicologa statunitense (n. 1867)
- 1957 - Luigi Salvini, slavista, critico letterario e traduttore italiano (n. 1911)
- 1958 - Maurice Sandoz, scrittore svizzero (n. 1892)
- 1960 - Giovanni Secondo Anfossi, politico italiano (n. 1875)
- 1960 - Pádraig de Brún, matematico e scrittore irlandese (n. 1889)
- 1960 - Percy Bryant, bobbista statunitense (n. 1897)
- 1960 - August Häfeli, ingegnere aeronautico svizzero (n. 1887)
- 1963 - Matías Aranzábal, calciatore spagnolo (n. 1900)
- 1963 - Adrian Carton de Wiart, generale e avventuriero belga (n. 1880)
- 1963 - Henrik Kauffmann, diplomatico e politico danese (n. 1888)
- 1964 - Lauge Koch, geologo e esploratore danese (n. 1892)
- 1964 - Leslie Joy Whitehead, militare canadese (n. 1895)
- 1965 - Harry Babcock, astista statunitense (n. 1890)
- 1965 - Eleanor Farjeon, scrittrice e poetessa britannica (n. 1881)
- 1965 - Guglielmo di Svezia, principe svedese (n. 1884)
- 1965 - Vincenzo Velardi, generale e aviatore italiano (n. 1894)
- 1966 - Arthur Hill, pallanuotista britannico (n. 1888)
- 1966 - Natacha Rambova, danzatrice, scenografa e costumista statunitense (n. 1897)
- 1967 - Rino Genovese, attore italiano (n. 1905)
- 1968 - Judith Arlen, attrice e cantante statunitense (n. 1914)
- 1968 - Jack Oosterlaak, velocista sudafricano (n. 1896)
- 1969 - Miles Dempsey, generale britannico (n. 1896)
- 1969 - Simeon Toribio, altista e politico filippino (n. 1905)
- 1969 - Giuseppe Vidossi, linguista e glottologo italiano (n. 1878)
- 1970 - Carlo Vischia, politico italiano (n. 1894)
- 1971 - Clare Dennis, nuotatrice australiana (n. 1916)
- 1971 - František Hirsche, pistard boemo (n. 1878)
- 1971 - André Trocmé, pastore protestante francese (n. 1901)
- 1972 - Louis Mottiat, ciclista su strada belga (n. 1889)
- 1972 - Ryūkichi Tanaka, generale giapponese (n. 1893)
- 1973 - Gösta Dunker, allenatore di calcio e calciatore svedese (n. 1905)
- 1974 - Emanuele Ferraris, politico italiano (n. 1883)
- 1974 - José Jaspe, attore spagnolo (n. 1906)
- 1974 - Ettore Troilo, patriota, prefetto e antifascista italiano (n. 1898)
- 1975 - Gabriel Aresti, scrittore e poeta spagnolo (n. 1933)
- 1975 - Mara Cagol, terrorista italiana (n. 1945)
- 1975 - Paul Keres, scacchista sovietico (n. 1916)
- 1976 - Bruno Fonzi, scrittore e traduttore italiano (n. 1914)
- 1976 - René Hubert, costumista svizzero (n. 1895)
- 1976 - Willy Rösingh, canottiere olandese (n. 1900)
- 1976 - Violet Wilkey, attrice statunitense (n. 1903)
- 1976 - Jean de Limur, regista, attore e sceneggiatore francese (n. 1887)
- 1977 - Luis César Amadori, regista cinematografico e sceneggiatore italiano (n. 1902)
- 1977 - Angelo Boselli, calciatore italiano (n. 1901)
- 1977 - Sleepy John Estes, cantante e musicista statunitense (n. 1899)
- 1977 - Evelina Ravis, pediatra e psichiatra italiana (n. 1888)
- 1977 - Martí Ventolrà, calciatore spagnolo (n. 1906)
- 1977 - Fawzi al-Qawuqji, militare arabo (n. 1890)
- 1979 - Benigno Di Tullio, psichiatra e antropologo italiano (n. 1896)
- 1979 - Heinz Erhardt, attore, cabarettista e compositore tedesco (n. 1909)
- 1979 - Giovanni Farina, politico italiano (n. 1892)
- 1979 - Alvaro Gasparini, allenatore di calcio e calciatore italiano (n. 1938)
- 1980 - Axel Åkerblom, compositore di scacchi svedese (n. 1904)
- 1980 - Giorgio Amendola, partigiano, scrittore e politico italiano (n. 1907)
- 1980 - Caro Caratti, pittore italiano (n. 1895)
- 1980 - William Seagrove, mezzofondista britannico (n. 1898)
- 1981 - Miguel Contreras Torres, regista, sceneggiatore e produttore cinematografico messicano (n. 1899)
- 1981 - Philo McCullough, attore statunitense (n. 1893)
- 1981 - Robert Maxwell Ogilvie, storico scozzese (n. 1932)
- 1981 - Giuseppe Perniciaro, vescovo cattolico italiano (n. 1907)
- 1981 - Ahmed Rami, poeta, paroliere e traduttore egiziano (n. 1892)
- 1982 - Paul Birch, cestista e allenatore di pallacanestro statunitense (n. 1910)
- 1982 - Roger Bonvin, politico svizzero (n. 1907)
- 1982 - Olle Hellbom, regista e sceneggiatore svedese (n. 1925)
- 1982 - Kurt Neumüller, pianista e pedagogo austriaco (n. 1914)
- 1982 - Píoquinto Soto, cestista messicano (n. 1915)
- 1983 - Adriano Guarnieri, sciatore alpino italiano (n. 1914)
- 1983 - Ralph Hamilton, cestista statunitense (n. 1921)
- 1983 - Gioiello Orsini, politico italiano (n. 1922)
- 1983 - Kurt Tank, ingegnere aeronautico tedesco (n. 1898)
- 1984 - Piero Bianconi, docente, scrittore e storico dell'arte svizzero (n. 1899)
- 1984 - Ahmad Fu'ad Muhyi al-Din, politico egiziano (n. 1926)
- 1984 - William Galassini, direttore d'orchestra, arrangiatore e compositore italiano (n. 1924)
- 1984 - César Socarraz, calciatore peruviano (n. 1910)
- 1985 - Johanna Wolf, funzionaria tedesca (n. 1900)
- 1986 - John Bevan, rugbista a 15 e allenatore di rugby a 15 gallese (n. 1948)
- 1986 - Robert DiBernardo, mafioso statunitense (n. 1937)
- 1986 - Bryan Grant, tennista statunitense (n. 1910)
- 1986 - Helmut Grunsky, crittografo e matematico tedesco (n. 1904)
- 1986 - Lílian Lemmertz, attrice brasiliana (n. 1937)
- 1986 - Henri Michel, storico francese (n. 1907)
- 1987 - Joe Bradley, cestista statunitense (n. 1928)
- 1987 - Gusztáv Szepesi, calciatore ungherese (n. 1939)
- 1988 - Pier Candiano Giustiniani, imprenditore italiano (n. 1900)
- 1988 - Manlio Rossi-Doria, economista e politico italiano (n. 1905)
- 1989 - André Michel, regista francese (n. 1907)
- 1989 - Fritz Nagy, cestista statunitense (n. 1924)
- 1989 - Maurice Philippe, ingegnere britannico (n. 1932)
- 1990 - Alessandro Gerini, politico italiano (n. 1897)
- 1990 - Vasilij Vasil'evič Kuznecov, politico sovietico (n. 1901)
- 1990 - Charles Lambert, pallanuotista francese (n. 1932)
- 1991 - Frederik Belinfante, fisico e docente olandese (n. 1913)
- 1991 - Ho Jong-suk, politica e attivista nordcoreana (n. 1908)
- 1991 - Carl-Erik Holmberg, calciatore svedese (n. 1906)
- 1991 - Barry Kelley, attore statunitense (n. 1908)
- 1991 - Larry Kert, attore, cantante e ballerino statunitense (n. 1930)
- 1991 - Min Chueh Chang, biologo cinese (n. 1908)
- 1991 - Arthur Trudeau, generale statunitense (n. 1902)
- 1992 - Harald Finstad, calciatore norvegese (n. 1898)
- 1992 - Max Lerner, giornalista e educatore statunitense (n. 1902)
- 1992 - Laurence Naismith, attore britannico (n. 1908)
- 1993 - Ida Adamoff, tennista francese (n. 1910)
- 1993 - Gilbert Blanc, pittore francese (n. 1906)
- 1993 - Mike Bloom, cestista statunitense (n. 1915)
- 1993 - Nello Carrara, fisico italiano (n. 1900)
- 1993 - George Strauss, politico britannico (n. 1901)
- 1993 - Conway Twitty, cantautore e chitarrista statunitense (n. 1933)
- 1993 - Andy dela Cruz, cestista filippino (n. 1923)
- 1994 - Thaddée Nsengiyumva, vescovo cattolico ruandese (n. 1949)
- 1994 - Joseph Ruzindana, vescovo cattolico ruandese (n. 1943)
- 1995 - Patricia Dane, attrice statunitense (n. 1917)
- 1995 - Orlando Lucchi, politico italiano (n. 1921)
- 1995 - Marvel Moreno, scrittrice colombiana (n. 1939)
- 1995 - Marcello Savini, pittore italiano (n. 1928)
- 1995 - Ol'ga Vikland, attrice sovietica (n. 1911)
- 1996 - Hartono Dharsono, ambasciatore, politico e generale indonesiano (n. 1925)
- 1996 - Kenny Hillery, bassista statunitense (n. 1965)
- 1996 - Jan Kerouac, scrittrice statunitense (n. 1952)
- 1996 - Vito Scotti, attore statunitense (n. 1918)
- 1997 - Ernesto Massi, geografo e politico italiano (n. 1909)
- 1998 - Flora Capponi, illustratrice e costumista italiana (n. 1920)
- 1998 - Michele Cifarelli, politico italiano (n. 1913)
- 1998 - Ettore Costantini, alpinista italiano (n. 1921)
- 1998 - Alfred Kazin, critico letterario e saggista statunitense (n. 1915)
- 1998 - Emilio Mori, ostacolista e multiplista italiano (n. 1908)
- 1998 - Jeanette Nolan, attrice e doppiatrice statunitense (n. 1911)
- 1998 - Dieter Roth, poeta e artista tedesco (n. 1930)
- 1999 - Robert Cunibil, militare e aviatore francese (n. 1915)
- 1999 - Alfredo Marini, calciatore italiano (n. 1915)
- 1999 - Mel Tormé, cantante e musicista statunitense (n. 1925)
- 2000 - Jeanne Hersch, filosofa svizzera (n. 1910)
- 2000 - Franco Rossi, regista, sceneggiatore e direttore del doppiaggio italiano (n. 1919)
- 2000 - Federico Troiani, tastierista, cantautore e compositore italiano (n. 1947)

## XXI secolo(121)
- 2001 - Panagiōtīs Aggelopoulos, imprenditore greco (n. 1909)
- 2001 - Simone Benmussa, scrittrice e direttrice teatrale francese (n. 1931)
- 2001 - Alfonso Brescia, regista italiano (n. 1930)
- 2001 - Dennis Gillespie, calciatore scozzese (n. 1936)
- 2001 - Vasilij Kolotov, sollevatore sovietico (n. 1944)
- 2001 - Pedro Laín Entralgo, medico, storico e filosofo spagnolo (n. 1908)
- 2002 - Bill Bradley, cestista statunitense (n. 1941)
- 2002 - Orlando Fantoni, calciatore e allenatore di calcio brasiliano (n. 1917)
- 2002 - Gaston Geens, politico belga (n. 1931)
- 2002 - Aden Abdullahi Nur Gabyow, politico somalo
- 2002 - Dee Dee Ramone, musicista, rapper e cantautore statunitense (n. 1951)
- 2003 - Dino Frisullo, attivista, politico e giornalista italiano (n. 1952)
- 2003 - Bernardo Pasotti, pittore italiano (n. 1911)
- 2003 - Manuel Rosenthal, compositore e direttore d'orchestra francese (n. 1904)
- 2003 - Dino Valdi, attore italiano (n. 1922)
- 2004 - Johnny Bent, hockeista su ghiaccio statunitense (n. 1908)
- 2004 - Peter Dinsdale, allenatore di calcio e calciatore inglese (n. 1938)
- 2004 - Fernando Manzaneque, ciclista su strada, pistard e dirigente sportivo spagnolo (n. 1934)
- 2004 - Ronald Reagan, politico, sindacalista e attore statunitense (n. 1911)
- 2005 - Natal'ja Fëdorovna Meklin, militare sovietica (n. 1922)
- 2005 - Guglielmo Motolese, arcivescovo cattolico italiano (n. 1910)
- 2005 - Susi Nicoletti, attrice e danzatrice tedesca (n. 1918)
- 2006 - Gerardo Coque, calciatore e allenatore di calcio spagnolo (n. 1928)
- 2006 - Henri Magne, copilota di rally francese (n. 1953)
- 2006 - Karl Pflock, saggista statunitense (n. 1943)
- 2006 - Rinus Schaap, calciatore olandese (n. 1922)
- 2006 - Lothar Warneke, regista, sceneggiatore e attore tedesco (n. 1936)
- 2007 - Mauriene Smithson, cestista statunitense (n. 1932)
- 2007 - Zakia Zaki, giornalista afghana (n. 1962)
- 2008 - Achiel Bruneel, ciclista su strada e pistard belga (n. 1918)
- 2008 - Eugenio Montejo, poeta e saggista venezuelano (n. 1938)
- 2008 - Lea Ritter Santini, germanista, filologa e critica letteraria italiana (n. 1928)
- 2009 - Ola Hudson, stilista statunitense (n. 1946)
- 2009 - Rajeev Motwani, docente indiano (n. 1962)
- 2009 - Giancarlo Pretini, scrittore italiano (n. 1928)
- 2009 - Haydn Tanner, rugbista a 15 britannico (n. 1917)
- 2010 - Esma Agolli, attrice albanese (n. 1928)
- 2010 - Angus Douglas-Hamilton, XV duca di Hamilton, nobile scozzese (n. 1938)
- 2010 - Tommy Jones, calciatore inglese (n. 1930)
- 2010 - Kerns Powers, ingegnere statunitense (n. 1925)
- 2011 - Leon Botha, pittore, produttore discografico e disc jockey sudafricano (n. 1985)
- 2011 - Ludo Martens, storico e politico belga (n. 1946)
- 2011 - Célestin Oliver, calciatore e allenatore di calcio francese (n. 1930)
- 2011 - Ken Purpur, statunitense (n. 1932)
- 2011 - Piero Urati, partigiano italiano (n. 1922)
- 2012 - Antoine Bernheim, banchiere francese (n. 1924)
- 2012 - Ray Bradbury, scrittore e sceneggiatore statunitense (n. 1920)
- 2012 - Marco Cugno, traduttore italiano (n. 1939)
- 2012 - Caroline John, attrice britannica (n. 1940)
- 2012 - Danpa, paroliere e produttore discografico italiano (n. 1921)
- 2012 - Mihai Pătrașcu, informatico rumeno (n. 1982)
- 2012 - Barry Unsworth, scrittore inglese (n. 1930)
- 2013 - Sergio Carantini, calciatore italiano (n. 1936)
- 2013 - Vivienne Chandler, attrice francese (n. 1947)
- 2013 - Takkō Ishimori, doppiatore giapponese (n. 1932)
- 2013 - Stanisław Kazimierz Nagy, cardinale e arcivescovo cattolico polacco (n. 1921)
- 2013 - Katherine Woodville, attrice inglese (n. 1938)
- 2013 - Ruairí Ó Brádaigh, politico irlandese (n. 1932)
- 2014 - Nina Byers, fisica e docente statunitense (n. 1930)
- 2014 - Alberto Cecchi, politico e giornalista italiano (n. 1924)
- 2015 - Tareq Aziz, politico e diplomatico iracheno (n. 1936)
- 2015 - Jane Briggs Hart, aviatrice statunitense (n. 1921)
- 2015 - Jerry Collins, rugbista a 15 neozelandese (n. 1980)
- 2015 - Mario D'Urso, politico e funzionario italiano (n. 1940)
- 2015 - Giacomo Furia, attore italiano (n. 1924)
- 2015 - Richard Johnson, attore, sceneggiatore e produttore cinematografico britannico (n. 1927)
- 2015 - Colette Marchand, attrice, ballerina e coreografa francese (n. 1925)
- 2015 - Roger Vergé, cuoco francese (n. 1930)
- 2016 - Jerome Bruner, psicologo statunitense (n. 1915)
- 2016 - Gianluca Buonanno, politico italiano (n. 1966)
- 2016 - Luis Trujillano, cestista spagnolo (n. 1933)
- 2017 - Marcos Coll, calciatore e allenatore di calcio colombiano (n. 1935)
- 2017 - Helen Dunmore, scrittrice e poetessa inglese (n. 1952)
- 2017 - Giuliano Sarti, calciatore e allenatore di calcio italiano (n. 1933)
- 2017 - Cheik Tioté, calciatore ivoriano (n. 1986)
- 2018 - Yoshiaki Arata, fisico giapponese (n. 1924)
- 2018 - Jānis Bojārs, pesista sovietico (n. 1956)
- 2018 - Pierre Carniti, sindacalista e politico italiano (n. 1936)
- 2018 - Daša Drndić, scrittrice croata (n. 1946)
- 2018 - Arīs Raftopoulos, cestista e allenatore di pallacanestro greco (n. 1951)
- 2018 - Kate Spade, stilista e imprenditrice statunitense (n. 1962)
- 2019 - Ernesto Casnati, fisico italiano (n. 1928)
- 2019 - John O'Leary, attore statunitense (n. 1926)
- 2019 - Elio Sgreccia, cardinale, vescovo cattolico e teologo italiano (n. 1928)
- 2019 - Marino Venturini, politico sammarinese (n. 1944)
- 2020 - Walter Fleming, cestista peruviano (n. 1949)
- 2020 - Jim Fryatt, allenatore di calcio e calciatore inglese (n. 1940)
- 2020 - Boris Gaganelov, calciatore bulgaro (n. 1941)
- 2020 - Ooi Chai Lim, avvocato e presbitero malaysiano (n. 1943)
- 2020 - George Vance Murry, vescovo cattolico statunitense (n. 1948)
- 2020 - Kurt Thomas, ginnasta statunitense (n. 1956)
- 2020 - Bendegúz Tóth, lottatore ungherese (n. 1997)
- 2021 - Lucette Aldous, ballerina australiana (n. 1938)
- 2021 - T. B. Joshua, pastore protestante nigeriano (n. 1963)
- 2021 - Paul Carson, sciatore alpino e imprenditore canadese (n. 1952)
- 2021 - Galen Young, cestista e allenatore di pallacanestro statunitense (n. 1975)
- 2022 - Haidar Abdul-Razzaq, calciatore iracheno (n. 1982)
- 2022 - Giuseppe Azzaro, avvocato e politico italiano (n. 1925)
- 2022 - Bill Barrier, sciatore alpino statunitense (n. 1942)
- 2022 - Cinzia, cantante italiana (n. 1941)
- 2022 - Costantino Dennerlein, nuotatore e pallanuotista italiano (n. 1932)
- 2022 - Sergio Gibello, attore e doppiatore italiano (n. 1931)
- 2022 - Alma Rosa Hernández, politica messicana (n. 1956)
- 2022 - Roman Kutuzov, generale russo (n. 1969)
- 2022 - Trouble, rapper statunitense (n. 1987)
- 2022 - Yves-Marie Vérove, cestista e allenatore di pallacanestro francese (n. 1949)
- 2022 - Roberto Wirth, imprenditore italiano (n. 1950)
- 2023 - Astrud Gilberto, cantante brasiliana (n. 1940)
- 2023 - Robert Hanssen, agente segreto statunitense (n. 1944)
- 2023 - Vadym Malachatko, scacchista ucraino (n. 1977)
- 2023 - John Morris, avvocato e politico britannico (n. 1931)
- 2023 - Roman Aleksandrovič Vorob’ëv, militare russo (n. 1996)
- 2024 - Rosalina Neri, attrice e cantante lirica italiana (n. 1927)
- 2024 - C.Gambino, rapper svedese (n. 1998)
- 2024 - Ben Vautier, performance artist francese (n. 1935)
- 2025 - Bill Atkinson, programmatore statunitense (n. 1951)
- 2025 - Walter Brueggemann, insegnante, teologo e biblista statunitense (n. 1933)
- 2025 - Gianfranco Butinar, conduttore radiofonico, imitatore e comico italiano (n. 1973)
- 2025 - Jelica Kalenić, cestista jugoslava (n. 1942)
- 2025 - Edgar Lungu, politico zambiano (n. 1956)
- 2025 - Pierre Toubert, medievista francese (n. 1932)

## Senza anno specificato(1)
- Hugues d'Avise, vescovo cattolico italiano